# Dopasia sokolovi
Dopasia sokolovi là một loài thằn lằn trong họ Anguidae. Loài này được Darevsky và Nguyễn Văn Sáng mô tả khoa học đầu tiên năm 1983.